# فابريسيو دانيال
فابريسيو دانيال (بالبرتغالية: Fabrício Daniel de Souza) هو لاعب كرة قدم برازيلي في مركز الهجوم، ولد في 23 يوليو 1997 في اراراكوارا في البرازيل. لعب مع Cianorte Futebol Clube ‏.

## وصلات خارجية
- فابريسيو دانيال على موقع قاعدة بيانات كرة القدم.إي يو (الإنجليزية)
- فابريسيو دانيال على موقع Soccerway.com (الإنجليزية)